# Nabarlek
Nabarlek är en gruva i Australien. Den ligger i kommunen West Arnhem och territoriet Northern Territory, omkring 270 kilometer öster om territoriets huvudstad Darwin. Nabarlek ligger 71 meter över havet.
Trakten runt Nabarlek är nära nog obefolkad, med mindre än två invånare per kvadratkilometer.. Det finns inga samhällen i närheten.
Omgivningarna runt Nabarlek är huvudsakligen savann. Genomsnittlig årsnederbörd är 1 625 millimeter. Den regnigaste månaden är januari, med i genomsnitt 458 mm nederbörd, och den torraste är juni, med 1 mm nederbörd.